# Spilosoma turbida
Spilosoma turbida är en fjärilsart som beskrevs av Butler 1882. Spilosoma turbida ingår i släktet Spilosoma och familjen björnspinnare. Inga underarter finns listade i Catalogue of Life.